# Карабаська п'ятірка

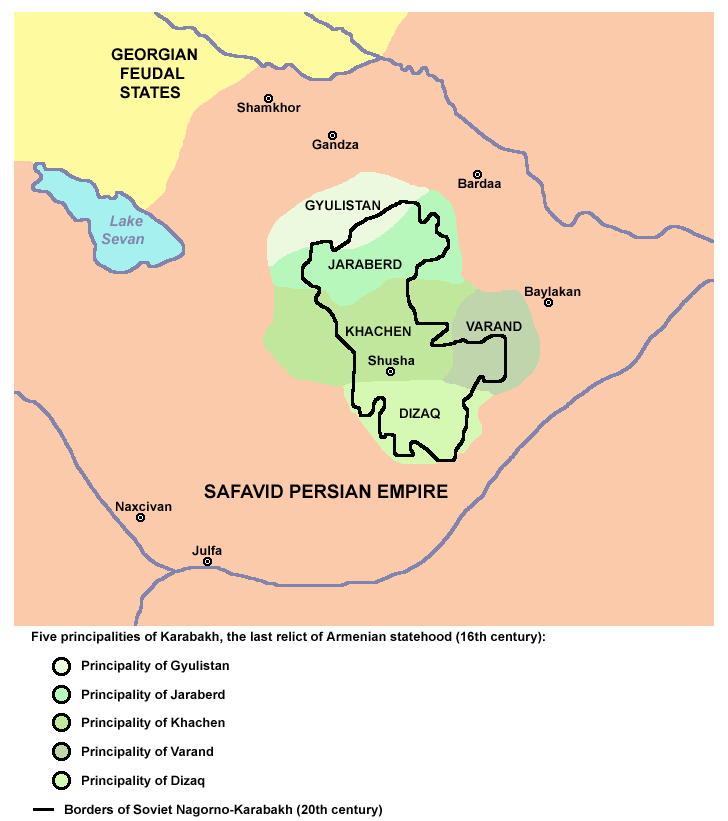

Карабаська п'ятірка (Хамсей-і Карабаг) — п'ять вірменських мелікств (князівств) на території Карабаху та почасти Сюніку. Хачен, Гюлістан, Джраберд, Варанда, Дізак, Цар та Гардам були автономними князівствами, що існували до їхньої анексії Російською імперією на початку XIX століття та мали свої витоки з князівства Хачен, колишньої вірменської феодальної держави, що займала цю область з X століття.

## Історія

### Походження
Розчленування Хаченського князівства виникло при спільному використанні його території між чотирма синами Хасана Великого (пом. 1201) за його зречення у 1182 р. Невеликі вірменські князівства від доброї волі з монголами, перш ніж позбавлені своєї землі, а потім відновлена династія Кара-Коюнлу під Джаханшахом після 1441, до їх інтеграції в царство Сефевідів в 1502 році.